# Норт-Манчестер (Індіана)
Норт-Манчестер (англ. North Manchester) — місто (англ. town) в США, в окрузі Вобаш штату Індіана. Населення — 5277 осіб (2020).

## Географія
Норт-Манчестер розташований за координатами 41°0′18″ пн. ш. 85°46′33″ зх. д. / 41.00500° пн. ш. 85.77583° зх. д. (41.004873, -85.775701).  За даними Бюро перепису населення США в 2010 році місто мало площу 9,36 км², з яких 9,15 км² — суходіл та 0,20 км² — водойми.

## Демографія
Згідно з переписом 2010 року, у місті мешкало 6112 осіб у 2213 домогосподарствах у складі 1302 родин. Густота населення становила 653 особи/км².  Було 2484 помешкання (265/км²).
Расовий склад населення:
| - 95,2 % — білих - 1,1 % — чорних або афроамериканців - 0,8 % — азіатів - 0,3 % — корінних американців - 1,2 % — осіб інших рас |

До двох чи більше рас належало 1,3 %. Частка іспаномовних становила 3,8 % від усіх жителів.
За віковим діапазоном населення розподілялося таким чином: 18,1 % — особи молодші 18 років, 59,8 % — особи у віці 18—64 років, 22,1 % — особи у віці 65 років та старші. Медіана віку мешканця становила 36,5 року. На 100 осіб жіночої статі у місті припадало 84,6 чоловіків;  на 100 жінок у віці від 18 років та старших — 82,2 чоловіків також старших 18 років.
Середній дохід на одне домашнє господарство  становив 46 598 доларів США (медіана — 42 281), а середній дохід на одну сім'ю — 57 493 долари (медіана — 52 835). Медіана доходів становила 37 684 долари для чоловіків та 30 000 доларів для жінок. За межею бідності перебувало 15,1 % осіб, у тому числі 22,9 % дітей у віці до 18 років та 1,5 % осіб у віці 65 років та старших.
Цивільне працевлаштоване населення становило 2641 осіб. Основні галузі зайнятості: освіта, охорона здоров'я та соціальна допомога — 34,1 %, виробництво — 17,3 %, науковці, спеціалісти, менеджери — 12,1 %, мистецтво, розваги та відпочинок — 11,3 %.